# Oropus curtipennis
Oropus curtipennis är en skalbaggsart som beskrevs av Thomas Casey 1908. Oropus curtipennis ingår i släktet Oropus och familjen kortvingar. Inga underarter finns listade i Catalogue of Life.